# اولاد ماضی
اولاد ماضی (به عربی: أولاد ماضی) یک شهرداری در الجزایر است که در استان مسیله واقع شده‌است. اولاد ماضی ۶٬۵۲۵ نفر جمعیت دارد.